# 紀陽リース・キャピタル
紀陽リース・キャピタル（きようリース・キャピタル）とは、株式会社紀陽銀行の連結子会社である。主な営業エリアは和歌山県および大阪府。

## 概要
紀陽リース・キャピタル株式会社は、リース事業部、キャピタル事業部、セミナー事業部、コンサルティング事業部から成る。
- キャピタル事業部

和歌山県和歌山市に本店を置く紀陽銀行のベンチャーキャピタルとして、平成8年に紀陽キャピタルが設立された。その後、紀陽リース株式会社と合併し、紀陽リース・キャピタル株式会社となった。
主に紀陽銀の取引先の株式公開の支援をしている。小規模ながら、銀行と協働し、きめ細やかな対応でIPOに向けたサポートを行っている。
- コンサルティング事業部

「金融サービス業」をめざす紀陽銀行のシンクタンク部門として、平成16年10月に紀陽リース・キャピタル株式会社内に創設された「リサーチ事業部」を平成27年4月に「コンサルティング事業部」に改称。
紀陽銀行の取引先を中心に経営戦略立案や事業継続計画（ＢＣＰ）策定および事業継続マネジメント（ＢＣＭ）訓練実施等を通じた事業継続（ＢＣ）能力の強化支援等の課題解決支援、地域・自治体の政策課題等についての調査・研究を受託し、きめ細かなコンサルティングを実施している。
- セミナー事業部

紀陽銀の取引先で構成する会員組織である「紀陽ビジネスクラブ」「ＡＳＫ会」の運営、各種法人向けセミナーの企画・実施および人事研修を中心とした企業内研修の受託を行っている。